# Grigori Neliúbov
Grigori Grigórievich Neliúbov (en ruso Григорий Григорьевич Нелюбов; 31 de marzo de 1934-18 de febrero de 1966) fue uno de los veinte cosmonautas soviéticos originales, que fue expulsado del programa espacial soviético en 1963 por embriaguez y alteración del orden público. Su existencia en el programa se mantuvo en secreto hasta la llegada de la glásnost soviética a finales de la década de 1980. Se suicidó el 18 de febrero de 1966.
Nacido en Porfíryevka, Crimea en la URSS, Neliúbov fue capitán y piloto de la Fuerza Aérea Soviética. Fue seleccionado como uno de los veinte cosmonautas originales el 7 de marzo de 1960 junto con Yuri Gagarin. Al año siguiente, seis de los veinte originales fueron evaluados para ser asignados a las tripulaciones de vuelo de Vostok entre el 17 y 18 de enero; Gagarin, Guerman Titov y Neliúbov fueron considerados los tres mejores candidatos. Para Vostok 1, Neliúbov fue elegido como segundo refuerzo para Gagarin y presumiblemente como primer refuerzo para Vostok 2 para Titov, en abril y agosto de 1961, respectivamente. Para el doble lanzamiento de Vostok 3 y Vostok 4, Neliúbov fue elegido nuevamente como respaldo para Andrián Nikoláyev y Pável Popóvich.